# Elektro
(Elektro)
Elektro era un robot costruito dalla Westinghouse Electric nella fabbrica di Mansfield tra il 1937 ed il 1938. Venne esibito per la prima volta durante l'Esposizione Universale di New York del 1939.
È considerato come uno dei primi robot a diventare famoso.

## Storia
La Westinghouse Electric aveva prodotto due robot in passato: il Televox nel 1926 e Willie Vocalite nel 1931. Per l'esposizione Universale di New York del 1939 l'azienda statunitense aveva intenzione di esibire al pubblico un robot che fosse in grado di avere un maggiore impatto sulla popolazione allo scopo di pubblicizzare i propri elettrodomestici. Elektro si esibì durante l'esposizione universale in dimostrazioni dalla durata di circa 20 minuti. Nel 1940 assieme ad Elektro fece la comparsa anche un simil-cane, Sparko. Sparko poteva camminare, sedersi e reggersi sulla coda.
Durante la seconda guerra mondiale venne conservato nella cantina dell'abitazione del Signor Weeks, il quale aveva progettato gran parte del sistema elettrico di Elektro. Il robot infatti era costruito interamente di alluminio, metallo molto ricercato durante la guerra. Dopo il conflitto inizia un tour attraverso gli Stati Uniti.
Nel 1957 il robot venne leggermente modificato dal punto di vista estetico.
Nel 1960 prese parte alla produzione del film di serie B "Sex Kittens Go To College" al fianco di Mamie Van Doren. Non molto tempo dopo Elektro venne smantellato e inscatolato. La testa venne donata come regalo al progettista del cane Sparko. Diverso tempo dopo arriva nelle mani di Jack Weeks, il figlio del progettista. La testa rimase per diverso tempo come suppellettile fino a quando il fratello di un ex dipendente della Westinghouse, Scott Schaut, porta a Jack dei pezzi del robot contenuti in scatole trovate nel 1999 nella fabbrica di Mansfield.
Nel 2004 Elektro viene nuovamente ricostruito, per la prima volta dopo il 1960.

## Caratteristiche
Elektro era alto 2,13 metri (7 piedi) e pesava circa 118 kg (250 pound). Realizzato interamente in alluminio aveva un foro al centro dell'addome per fugare ogni dubbio al pubblico circa la presenza di un uomo al suo interno.
Una delle capacità più famose di Elektro era quella di poter fumare. Il fumo usciva sia dalla bocca che dalle narici per dare maggiore realismo all'esibizione.

### Movimento
All'interno trovavano posto 11 motorini elettrici, un microfono, una lampada a incandescenza e degli amplificatori.
Rispetto ai due modelli di robot precedentemente costruiti, di cui condivide molti elementi, Elektro è in grado di camminare autonomamente. Di fatto però solamente la gamba sinistra può piegarsi mentre la destra viene trascinata sul pavimento.
Poteva ruotare la testa di circa 45°, muovere le braccia e le dita in modo indipendente

### Comandi vocali
Le parole pronunciate dal presentatore, formate da vibrazioni, venivano convertite in onde elettriche da una lampada a incandescenza. L'impulso elettrico azionava un otturatore posto di fronte ad una lampadina che inviava i fasci di luce attraverso la stanza ad un tubo fotoelettrico nell'unità di controllo nascosta alla vista del pubblico. Una volta ricevuti i segnali luminosi venivano trasformati in segnali elettrici che andavano ad eccitare una serie di relè che controllavano i motorini elettrici di Elektro. Non erano tanto il significato delle parole a far muovere il robot bensì il numero. Una parola predisponeva i relè, due parole inviavano il segnale elettrico dai relè ai motorini elettrici, tre parole attivavano i relè per fermare Elektro e infine quattro parole resettavano tutti i relè alla posizione iniziale. Delle spie luminose informavano il presentatore su quale fosse il prossimo movimento in sequenza. Alcune parole dettate potevano far saltare alcune sequenze programmate.

### Parola
Elektro era dotato di 8 giradischi ognuno dei quali era in grado di assicurare 10 minuti di parlato. Eccetto l'introduzione che durava circa un minuto il resto dei discorsi durava pochi secondi.
Un solenoide, attivato dalla registrazione sonora, faceva muovere le labbra del robot.